# Fausto Landini
Fausto Landini (San Giovanni Valdarno, Provincia de Arezzo, Italia, 29 de julio de 1951) es un exfutbolista y director técnico italiano. Se desempeñaba en la posición de delantero. Es el hermano menor del exfutbolista Spartaco Landini.

## Selección nacional
Fue internacional con la selección de fútbol de Italia sub-21 en 3 ocasiones y marcó 1 gol. Debutó el 1 de noviembre de 1969, en un encuentro amistoso ante la selección de Hungría sub-21 que finalizó con marcador de 2-1 a favor de los italianos.

## Clubes

### Como futbolista
| Club             | País   | Año       |
| ---------------- | ------ | --------- |
| A. S. Roma       | Italia | 1968-1970 |
| Juventus F. C.   | Italia | 1970-1971 |
| Bologna F. C.    | Italia | 1971-1975 |
| Ascoli Calcio    | Italia | 1975-1978 |
| Benevento Calcio | Italia | 1979-1980 |

### Como entrenador
| Club             | País   | Año       |
| ---------------- | ------ | --------- |
| V. F. Colligiana | Italia | 1994-1995 |

## Palmarés

### Como futbolista

#### Campeonatos nacionales
| Título      | Club          | País   | Año     |
| ----------- | ------------- | ------ | ------- |
| Copa Italia | A. S. Roma    | Italia | 1968-69 |
| Copa Italia | Bologna F. C. | Italia | 1973-74 |